# Nagy Lajos-díj
A Nagy Lajos-díjat Nagy Lajos író-publicista emlékére alapította a Nagy Lajos Irodalmi és Művészeti Társaság.

## Nagy Lajos-díjasok listája
1991
- Békési Gyula költő;
- Csanády János író, költő;
- Csák Gyula író, szociográfus;
- Györffy László színész, író;
- Simor András költő, író, műfordító

1992
- Domonkos Béla szobrász;[1]
- Fejes Endre író, drámaíró;
- Tamás Aladár író, költő, műfordító;
- Temesi Ferenc író, műfordító, drámaíró, forgatókönyvíró, esszéista;

1993
- Dr. László Gyula egyetemi tanár, régész, festő;
- Mihályfi Imre rendező;
- Moldova György író;
- Tarján Tamás kritikus, esszéista, irodalomtörténész

1994
- H. Barta Lajos író, újságíró;
- Kristó Nagy István irodalomtörténész, kritikus;
- Onagy Zoltán író;[2]
- Szepes Erika klasszika-filológus, irodalomtörténész, műfordító;
- Tábori Zoltán író;
- Tar Sándor író, szociográfus;
- Thiery Árpád író, lapszerkesztő

1995
- Kontra Ferenc író, költő, műfordító;
- Sigmond István író;
- Szántó T. Gábor író, költő, újságíró, szerkesztő;
- Vathy Zsuzsa író

1996
- Jámborné Balog Tünde író, grafikusművész
- Jánosi Zoltán

1997
- Balla László író, költő, újságíró, műfordító;
- Beke György író;
- Bíró András költő, műfordító;
- Dézsi Éva;
- Földeák János író, költő;
- B. Hajdú László
- Hegyi Ágnes;
- Jámborné Balog Tünde író, grafikusművész;
- Jánosi Zoltán
- Kékes Pál;
- Lányi György újságíró, biológus;
- Papp Sándor
- Sigmond István író;
- Takács Tibor költő, prózaíró;[3]
- Tóth Gyula író, történész

1998
- Balla László író, költő, újságíró, műfordító;
- Baranyi Ferenc író, költő, műfordító;
- Békés József író, újságíró;
- Botár Attila költő;
- Kovács János költő, író;[4]
- Kuczka Péter író, költő, műfordító;
- Láng Éva költő;
- Pomogáts Béla irodalomtörténész, kritikus

1999
- Balla D. Károly író, költő;
- Forrayné Gracsner Zsófia író;
- Györffy László színész, író;
- Kovács János irodalomtörténész, kritikus

2000
- Gyimesi László Lajos költő;
- Payer Imre költő;
- Varga Rudolf író, filmíró

2001
- Gergely Mihály[5]

2002
2003
2004
2005
- Gyimesi László Lajos költő;
- Papp János színész;
- Polgár Ernő író, dramaturg

2006
2007
2008
- Ádám Tamás költő

2009
2010
2011
- László-Kovács Gyula költő

2012
2013
2014
2015
2016
2017
2018
- Benedek István Gábor

2019
- Csokonai Attila